# Estatuto de autonomía
El estatuto de autonomía es la norma institucional básica de una comunidad autónoma o ciudad autónoma de España. Está reconocido por la Constitución Española de 1978 (CE) en los artículos 146 y 147. Los estatutos de autonomía forman parte del ordenamiento jurídico del Estado, pero su régimen de elaboración y aprobación es distinto del resto de las leyes.
Una vez elaborado será elevado a las Cortes Generales para su aprobación que lo tramitarán por ley. Su reforma (artículo 147 de la CE) se lleva a cabo mediante ley orgánica, que requiere el voto favorable de la mayoría absoluta del Congreso de los Diputados en una votación final sobre el conjunto del proyecto.
En el estatuto se recogen, al menos, la denominación de la comunidad autónoma; la delimitación territorial; la denominación, organización y sede de las instituciones autónomas; las competencias asumidas dentro del marco establecido en la Constitución y las bases para el traspaso de los servicios correspondientes a las mismas y, si procede, los principios del régimen lingüístico.

## Antecedentes
Los fueros locales, fueros municipales o fueros eran los estatutos jurídicos aplicables en un determinado reino medieval o a determinadas localidades, dependiendo del caso, cuya finalidad era regular la vida local, estableciendo un conjunto de normas, derechos y privilegios, otorgados por el rey, el señor de la tierra o el propio consejo, es decir, las leyes propias de un lugar. Fue un sistema de derecho local utilizado en la península ibérica a partir de la Edad Media y constituyó la fuente más importante del Derecho altomedieval español. La historiografía ha establecido «familias de fueros» en función de la identidad y adaptación de su contenido al de un tronco que fue extendiéndose a muchas otras localidades, en cada uno de los reinos medievales peninsulares:
- Fueros de Valencia
- Fuero de Santillana del Mar
- Fuero de León
- Fuero de Sahagún
- Fuero de Benavente
- Fuero de Logroño
- Fuero de Santander
- Fuero de Toledo
- Fuero de Cuenca-Teruel (Fuero de Cuenca, Fuero de Teruel, Fuero de Teruel y Albarracín o Fuero de Albarracín, que son extensión del Fuero de Sepúlveda)[3]
- Fuero de Jaca o de Jaca-Estella
- Fuero de Santoña
- Fuero de Zaragoza
- Fuero de Lérida
- Fuero de Córdoba

Hay experiencias previas de regímenes autonómicos:
- Carta Autonómica de Cuba[4] (1897)
- Carta Autonómica de Puerto Rico (1897)
- Régimen Autónomo de la Guinea Ecuatorial[5] (1964)

## Regímenes autonómicos
Hay tres formas de acceder a la autonomía: 
- Por medio del artículo 143 («vía lenta») de la Constitución Española (CE). Se accede a la autonomía «reducida» que fue pensada para las comunidades «no históricas», es decir, todas aquellas que no habían plebiscitado afirmativamente estatutos de autonomía durante la Segunda República Española.

Pueden acceder a ella todas las provincias limítrofes que tengan elementos históricos, culturales y territoriales comunes, los territorios insulares, caso de las Islas Baleares y Canarias, y las provincias con entidad regional histórica, caso de las comunidades autónomas uniprovinciales como el Principado de Asturias, Cantabria, La Rioja y la Región de Murcia (artículo 143).
La iniciativa del proceso la tienen las diputaciones provinciales o cabildos insulares y las 2/3 partes de los municipios cuya población represente al menos, la mayoría del censo electoral de cada provincia o isla. Estos requisitos deben ser cumplidos en el plazo de seis meses desde el primer acuerdo adoptado al respecto. Esta iniciativa, en el caso de no prosperar, podrá reiterarse pasados cinco años.
También se puede formar una comunidad autónoma, cuando así lo exprese el interés nacional, que viene determinado por las Cortes Generales, como fue el caso de la Comunidad de Madrid (artículo 144).
- Por medio de la disposición transitoria segunda («vía rápida») de la CE. Cataluña, Galicia y el País Vasco, en cambio, accedieron a la autonomía en virtud de dicho artículo y la disposición transitoria segunda de la CE, más dificultoso, pero que al mismo tiempo permite alcanzar mucho antes el techo competencial delimitado por el artículo 149 de la CE (donde se enumeran las competencias exclusivas del Estado).

También accedió por este procedimiento Andalucía, aunque sin las peculiaridades establecidas en la disposición transitoria segunda, al no haber plebiscitado afirmativamente estatuto alguno durante el período republicano debido al golpe de Estado de julio de 1936 que daría paso a la Guerra Civil y a la posterior dictadura franquista. Andalucía, por tanto, accedió a la autonomía por medio de un referéndum que se celebró el 28 de febrero de 1981. El proceso es algo distinto, ya que el proyecto de Estatuto lo realizan solo los diputados y senadores de las provincias y debe pasar por un referéndum popular antes de ser ratificado por las Cortes Generales y sancionado y promulgado por el rey.
- Vía excepcional.

La disposición adicional primera de la CE ampara y respeta los derechos históricos de los territorios forales (Álava, Guipúzcoa, Vizcaya y Navarra) y, conforme al art. 144 de la CE, mediante ley orgánica podrán, por motivos de interés nacional, autorizar la constitución de una comunidad autónoma cuando su territorio no supere la provincia o sustitución de la iniciativa de las corporaciones locales.
La disposición transitoria quinta de la CE establece que las ciudades de Ceuta y Melilla podrán constituirse en Comunidades Autónomas si así lo deciden sus respectivos Ayuntamientos, mediante acuerdo adoptado por la mayoría absoluta de sus miembros y si así lo autorizan las Cortes Generales, mediante una ley orgánica, en los términos previstos en el artículo 144. Pero en 1995 se aprobaron sus respectivos estatutos de autonomía por una vía distinta a esta disposición transitoria, apoyándose únicamente en los puntos 1 y 2 del art. 144.

## Elaboración del estatuto de autonomía
Como norma institucional básica de la comunidad autónoma, con reconocimiento constitucional y formar parte del ordenamiento jurídico, debe ser aprobada por Ley Orgánica, su contenido es acordado por la comunidad Autónoma y los representantes del Estado. 
No es una norma del poder constituyente. Fija las normas básicas de la comunidad autónoma, instituciones, competencias y es la norma superior del ordenamiento jurídico en la comunidad autónoma  después de la Constitución. 
- «Vía lenta» (artículo 143). El proyecto de Estatuto será elaborado por una asamblea compuesta por los miembros de la diputación u  órgano interinsular de las  provincias afectadas y por los diputados y senadores elegidos en ellas y serán elevado a la Cortes Generales para su tramitación como ley.

- «Vía especial» (artículo 151.2). El gobierno convoca a los diputados y a los senadores del territorio  para que se constituyan en asamblea para elaborar el proyecto del Estatuto de Autonomía, que se aprobara  en mayoría absoluta. El proyecto se remite a la Comisión Constitucional del Congreso de los Diputados y en el plazo de dos meses se examina, el texto se someterá a referéndum en esas provincias.

## Coordinación de competencias
Las competencias no exclusivas del Estado pueden ser asumidas por las comunidades autónomas, aquellas que no son exclusivas del Estado y no son asumidas por las Comunidades deben ser realizadas por el Estado.
- Delegación de legislación. Las Cortes Generales pueden atribuir a las Comunidades Autónomas la competencia en legislación sobre materia, Las Cortes Generales darán unas directrices de legislación a través de las leyes marcos, que establece los controles que se ejercerán las Cortes Generales.
- Delegación de competencias. El estado delega competencias en la Comunidad autónoma, a través de la Ley de Transferencia que es una Ley orgánica, que preverá el control de la competencia y medios financieros de ejecución.
- Ley de armonización. Cuando las Comunidades Autónomas tienen competencias legislativas, el estado puede dictar leyes que armonicen las distintas legislaciones.

## Conflicto de competencias
El Tribunal Constitucional conocerá de los conflictos de competencias entre el Estado y las Comunidades autónomas o los conflictos de estas entre sí.
Artículo. 59 de la Ley Orgánica del Tribunal Constitucional (LOTC) El Tribunal Constitucional conocerá de los conflictos que se susciten sobre las competencias o atribuciones  asignadas  por la Constitución, los Estatutos, Ley orgánica u ordinarias.
Artículo. 60 LOTC los conflictos de competencia que opongan al Estado con una Comunidad o estas entre sí, podrán ser suscitadas por el gobierno o el gobierno de Comunidad por persona física o jurídica 
- Conflicto positivo. Conflicto entre el Estado y  la comunidad o entre dos comunidades, por invasión de competencias, Cuando una Administración cree que otras le ha invadido su competencia, en el plazo de dos meses desde el comienzo  de la intromisión. La primera Administración realizará un requerimiento para que se desista esta actuación. La segunda Administración debe anular su actuación en el plazo de un mes, sino lo realizase, la primera Administración podrá presentar ante el Tribunal Constitucional el conflicto positivo de competencias.

## Navarra
Así mismo, como excepción se encuentra la Ley Orgánica de Reintegración y Amejoramiento del Régimen Foral de Navarra (abreviada simplemente como Amejoramiento o LORAFNA, de 10 de agosto de 1982, que es la norma que dota de autogobierno a la Comunidad Foral de Navarra, y su régimen foral, dentro del diseño autonómico y de los dispuesto en la Disposición Adicional Primera de la Constitución Española de 1978). Esta peculiaridad proviene de la Ley Paccionada Navarra de 1841 por la que Navarra ya disfrutaba de cierto grado de autonomía desde entonces, manteniéndose esta ley vigente tras sucesivos acontecimiento históricos, incluida la Constitución de 1978.
Otra peculiaridad es que, si bien está prohibida constitucionalmente la agrupación de comunidades autónomas, en el caso de Navarra, también existe una excepción en virtud del la Disposición transitoria cuarta, que permite la unión de Navarra y la actual Comunidad Autónoma del País Vasco, comunidades ambas con peculiaridades de "régimen foral".

## Reforma
Los estatutos prevén en su articulado su propia reforma, y la gran mayoría de ellos han sufrido modificaciones a lo largo de los años. Los de las comunidades de vía lenta solo requieren de acuerdo en el parlamento autonómico y en el Congreso, y son los más sencillos de reformar, por lo que son también los que han sufrido más modificaciones. Los estatutos de autonomía de aquellas comunidades que accedieron por la vía rápida precisan además de un referéndum vinculante para la aprobación de su reforma.
- Andalucía: reformado en 2007
- Aragón: ha sido reformado en tres ocasiones: 1994, 1996 y 2007
- Canarias: el estatuto se reformó en 1996 y en 2018
- Cantabria: reformado en 1991, 1994, 1997, 1998, 2002
- Castilla y León: ha sido reformado en cuatro ocasiones: 1988, 1994, 1999 y 2007
- Castilla-La Mancha: ha sido reformado en cuatro ocasiones: en 1991 (L.O. 6/1991, de 13 de marzo, art. 10.2), en 1994 (L.O. 7/1994, de 24 de marzo, arts.  31; 32; 33; 35; 37), en 1997 (L.O. 3/1997, de 3 de julio, arts. 1.1; 2.1; 9.2; 10.2; 10.4; 11.3; 13.2; 13.3; 14.2; 15; 20; 21; 22; 31; 32; 33; 37; 39; D.A. Tercera y supresión del art. 10.5) y en 2014 mediante la L.O. 2/2014, de 21 de mayo, que reforma el párrafo segundo del apartado segundo del artículo 10. Aparte está la Ley 25/2010, de 16 de julio, del régimen de cesión de tributos del Estado que no se considera reforma.
- Islas Baleares: reformado en los años 1994, 1996, 1999 y 2007
- Región de Murcia: este Estatuto ha sido reformado tres veces. 1991, 1992, 1998
- La Rioja: desde su aprobación en 1982, el Estatuto de San Millán ha sido modificado dos veces, por las leyes orgánicas 3/1994 y 2/1999
- La Comunidad Valenciana: reformado en 1991, 1994, 1997, 2002 y 2006.[6]
- Extremadura: su Estatuto ha sido reformado en 1991, 1994, 1999 y 2011
- Comunidad de Madrid: su Estatuto, aprobado por la Ley Orgánica 3/1983, de 25 de febrero, ha sido reformado en 1994, en 1998 y en 2010
- Comunida Foral de Navarra: su estatuto (amejoramiento) fue dos veces reformado en 2001 y 2009 .

Ha sido diferente el caso de Galicia, Cataluña, Andalucía y País Vasco, cuyos estatutos requieren de un sistema mucho más complejo para su reforma, que incluye la convocatoria de un referéndum vinculante. Cataluña y Andalucía han llevado a cabo este proceso, en el año 2006. A partir de la reforma del año 2006 del Estatuto Valenciano, la Comunidad Valenciana también deberá realizar un referéndum para realizar cualquier reforma del Estatuto.
Como todas las normas del ordenamiento jurídico español, están subordinados a la Constitución, por lo que su reforma puede ser recurrida al Tribunal Constitucional.

## Listado de estatutos de autonomía
| Posición | Nombre                     | Aprobación                          | Última reforma                       |
| -------- | -------------------------- | ----------------------------------- | ------------------------------------ |
| 1.a      | País Vasco                 | 18 de diciembre de 1979 (LO 3/1979) |                                      |
| 2.a      | Cataluña                   | 18 de diciembre de 1979 (LO 4/1979) | 19 de julio de 2006 (LO 6/2006)      |
| 3.a      | Galicia                    | 6 de abril de 1981 (LO 1/1981)      |                                      |
| 4.a      | Andalucía                  | 30 de diciembre de 1981 (LO 6/1981) | 19 de marzo de 2007 (LO 2/2007)      |
| 5.a      | Principado de Asturias     | 30 de diciembre de 1981 (LO 7/1981) |                                      |
| 6.a      | Cantabria                  | 30 de diciembre de 1981 (LO 8/1981) |                                      |
| 7.a      | La Rioja                   | 9 de junio de 1982 (LO 3/1982)      |                                      |
| 8.a      | Región de Murcia           | 9 de junio de 1982 (LO 4/1982)      |                                      |
| 9.a      | Comunidad Valenciana       | 1 de julio de 1982 (LO 5/1982)      | 10 de abril de 2006 (LO 1/2006)      |
| 10.a     | Aragón                     | 10 de agosto de 1982 (LO 8/1982)    | 20 de abril de 2007 (LO 5/2007)      |
| 11.a     | Castilla-La Mancha         | 10 de agosto de 1982 (LO 9/1982)    |                                      |
| 12.a     | Canarias                   | 10 de agosto de 1982 (LO 10/1982)   | 6 de noviembre de 2018 (LO 1/2018)   |
| 13.a     | Comunidad Foral de Navarra | 10 de agosto de 1982 (LO 13/1982)   |                                      |
| 14.a     | Extremadura                | 25 de febrero de 1983 (LO 1/1983)   | 28 de enero de 2011 (LO 1/2011)      |
| 15.a     | Islas Baleares             | 25 de febrero de 1983 (LO 2/1983)   | 28 de febrero de 2007 (LO 1/2007)    |
| 16.a     | Comunidad de Madrid        | 25 de febrero de 1983 (LO 3/1983)   |                                      |
| 17.a     | Castilla y León            | 25 de febrero de 1983 (LO 4/1983)   | 30 de noviembre de 2007 (LO 14/2007) |
| 18.a     | Ceuta                      | 13 de marzo de 1995 (LO 1/1995)     |                                      |
| 19.a     | Melilla                    | 13 de marzo de 1995 (LO 2/1995)     |                                      |